# Portschinskia
Portschinskia is een vliegengeslacht uit de familie van de horzels (Oestridae).

## Soorten
- P. neugebaueri (Portschinsky, 1881)